# Gnophos pelengi
Gnophos pelengi là một loài bướm đêm trong họ Geometridae.